# Gardner Williams
Gardner Boyd Williams (16 de abril de 1877 - 14 de diciembre de 1933) fue un nadador estadounidense, que compitió en los Juegos Olímpicos de Atenas 1896.
Williams compitió en el evento de 100 metros estilo libre. Su tiempo y ubicación en la tabla general son desconocidos, y solo se sabe que no finalizó entre los dos mejores. También participó en los 1.200 metros estilo libre, sin poderse ubicar dentro de los tres mejores competidores.
Nació en Massachusetts.